# Il crittogramma rosso
Il crittogramma rosso (Le Cryptogramme rouge) è un film muto del 1915 diretto da Louis Feuillade. È il terzo episodio del serial I vampiri e vi appare per la prima volta il personaggio di Irma Vep, interpretato da Musidora.

## Trama
Il crittogramma rosso

Guérande decodifica i messaggi dei Vampiri utilizzando il cifrario rosso preso dal Grande Inquisitore. Per depistare i Vampiri che spiano i suoi movimenti, si finge malato e il giornale annuncia la sospensione delle indagini.
Il Gran Vampiro progetta di impadronirsi del cifrario in possesso di Guérande. Si mette in contatto con Irma Vep, una fascinosa cantante di cabaret che si rivela, in realtà, una sua agente, incaricandola della missione. Nel frattempo, Mazamette, vampiro pentito che ormai collabora con Guérande, procura una penna stilografica dall'inchiostro velenoso, penna che ha sottratto proprio al Gran Vampiro. 
Irma Vep entra sotto copertura in casa di Guérande, travestita da cameriera. Ma Guérande, che l'ha riconosciuta, quando questa si introduce nella sua camera, reagisce sparando a uno dei Vampiri e alla stessa Irma Vep, senza però riuscire a colpirli perché le pallottole sono a salve. Chiede aiuto alla polizia ma, quando torna, la banda è ormai scomparsa, fuggita dai tetti.
La madre di Guérande, attirata fuori di casa dalla falsa notizia di un incidente capitato al fratello, viene rapita in strada dai Vampiri. Costretta a scrivere un biglietto destinato al figlio, si trova a usare la penna avvelenata procurata da Mazamette e che lei usa per ferire il Vampiro che l'ha in custodia. Basta poco perché il veleno faccia effetto e l'uomo muoia. La signora Guérande riesce così a fuggire dalla casa in cui l'avevano rinchiusa,
Il Grande Vampiro e Irma Vep, quando trovano la cella vuota e la prigioniera scomparsa, si rendono conto di essere stati traditi da qualcuno. Il Grande Vampiro riconosce infatti la penna rubata e capisce come sono andate le cose. Intanto madre e figlio si ritrovano a casa e si raccontano l'un l'altra cos'è successo a ognuno di loro.

### Episodi del serial
1. I vampiri (La Tête coupée) 33 min. Uscita il 13 novembre 1915
2. I vampiri (La Bague qui tue) 15 min. Uscita il 13 novembre 1915
3. Il crittogramma rosso (Le Cryptogramme rouge) 42 min. Uscita il 4 dicembre 1915
4. Lo spettro (Le Spectre) 32 min. Uscita il 7 gennaio 1916
5. L'evasione del morto (L'Evasion du mort) 37 min. Uscita il 28 gennaio 1916
6. Mazamette milionario (Les Yeux qui fascinent) 58 min. Uscita il 24 marzo 1916
7. Satana (Satanas) 46 min. Uscita il 15 aprile 1916
8. Il padrone della folgore (Le Maître de la foundre) 55 min. Uscita il 12 maggio 1916
9. L'uomo dai veleni (L'Homme des poisons) 53 min. Uscita il 2 giugno 1916
10. Nozze di sangue (Les Noces sanglantes) 60 min. Uscita il 30 giugno 1916

## Produzione
Il film fu prodotto dalla Société des Etablissements L. Gaumont. Ambientato a Parigi quasi tutto in interni, il film ha alcune scene girate in esterni.

## Distribuzione
Distribuito dalla Société des Etablissements L. Gaumont, il film uscì in sala il 4 dicembre 1915.

### Censura
Per la versione da distribuire in Italia, la censura italiana soppresse nella seconda parte le scene in cui i banditi, allo scopo di confondersi nell'oscurità, entrano nella camera del giornalista Guérand vestiti di maglia nera (rats d'hotel).